# Chapelle Notre-Dame-de-Sanguinou
La chapelle Notre-Dame-de-Sanguinou est une chapelle catholique situé sur le causse de Caucalières, dans le Tarn. C'est sûrement le plus vieux sanctuaire du département.

## Étymologie
Le terme de Sanguinou laisse place à de nombreuses hypothèses, dont aucune n'est actuellement confirmée :
- « Guinou » serait le nom d'un saint local, et saint Guinou serait devenu Sanguinou ;
- Un prêtre aurait été assassiné durant la messe, d'où « Sanguinous » (sanglant en occitan) ;
- Les environs de la chapelle sont fertiles en cornouillers sanguins, dont le nom est « sangui » en occitan[1].

## Histoire

### Origine
La chapelle Notre-Dame-de-Sanguinou est une petite église romane, mentionnée pour la première fois en 1124, sur les chartes de la fondation de l'abbaye de l'Ardorel, sous le nom de Sainte-Marie-de-Sanguinou. Néanmoins, son existence est sûrement bien antérieure, car on estime que c'est le plus ancien sanctuaire encore existant du département du Tarn,. En effet, des fouilles menées entre 1949 et 1951 ont mis au jour des vases gallo-romains, désormais conservés au musée du catharisme de Mazamet, ainsi qu'un tombeau mérovingien datant d'entre 600 et 800, ce qui démontrerait une utilisation religieuse ancienne.

### Histoire
L'occupation du site pourrait remonter à l'époque gallo-romaine, et avoir été facilitée par la présence d'une source abondante à proximité. Il semble ensuite que la fondation d'un sanctuaire chrétien soit possible entre les VIe et VIIIe siècles. L'édifice actuel daterait quant à lui du XIe siècle. Au cours du Moyen Âge, la paroisse de Sainte-Marie-de-Sanguinou, et donc la chapelle, se voit retirer ses droits paroissiaux, au profit des différentes paroisses alentour, ce qui entrainera son déclin.

### Vol de 1930
Le dimanche de Pâques 1930, lors des Vêpres, la chapelle est victime d'un vol. Ainsi disparaissent deux statues de saints, le reliquaire (voir architecture), mais aussi le chemin de croix et la pierre d'autel orné d'une fleur de lys.
Aucun de ces objets ne fut retrouvé, hormis le précieux reliquaire, soumis à un destin extraordinaire qui le fait réapparaitre à près de 300km, lorsqu'il est retrouvé le dimanche de Pâques 1955, et ramené en procession dans l'enceinte de la chapelle.

### Restauration
L'édifice est restauré en 1945, à l'initiative de l'abbé Sandevoir, venu du diocèse de Lille. Entre 1949 et 1951, des fouilles archéologiques ont mis au jour des urnes funéraires, datées de l'époque gallo-romaine (conservées au musée du catharisme de Mazamet), mais aussi un curieux sarcophage mérovingien, creusé à même la roche.
Elle est aujourd'hui généralement ouverte et libre à la visite, même si l'accès à l'autel est limité par la présence d'une grille. C'est aussi un lieu de pèlerinage depuis 1947, initiative lancée par l'abbé René Veaute, prêtre à Caucalières.

## Architecture
La chapelle Notre-Dame de Sanguinou se présente comme un petit bâtiment austère, de style roman, qui se réduit à une minuscule nef, un petit chevet et seulement deux fenêtres.
Le bâtiment possède deux statues : 

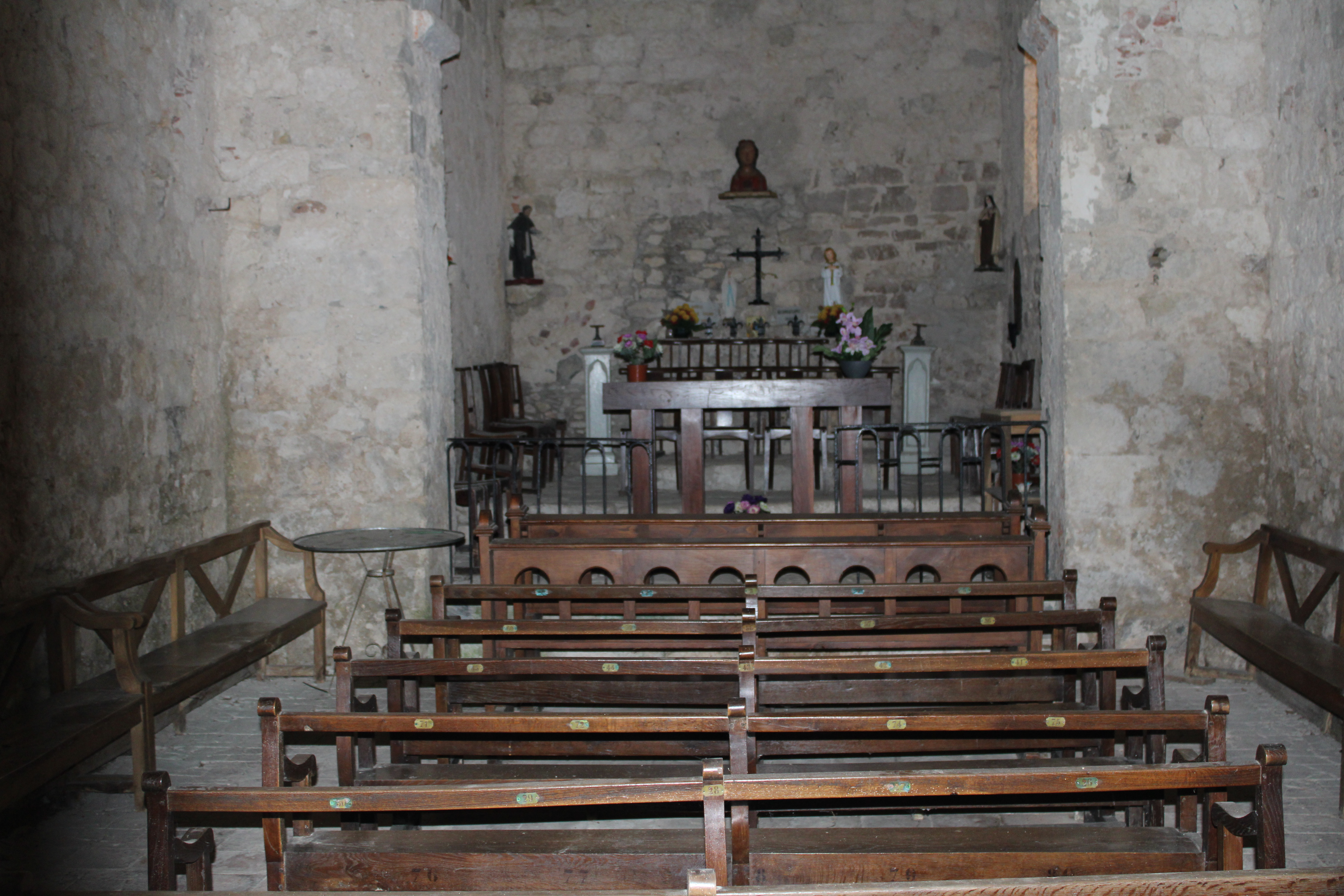
La première est d'environ 80 cm, en bois, et date de 1954. C'est l’œuvre de l'Albigeois Raoul Vergnes[5] sur commande de René Veaute[4].
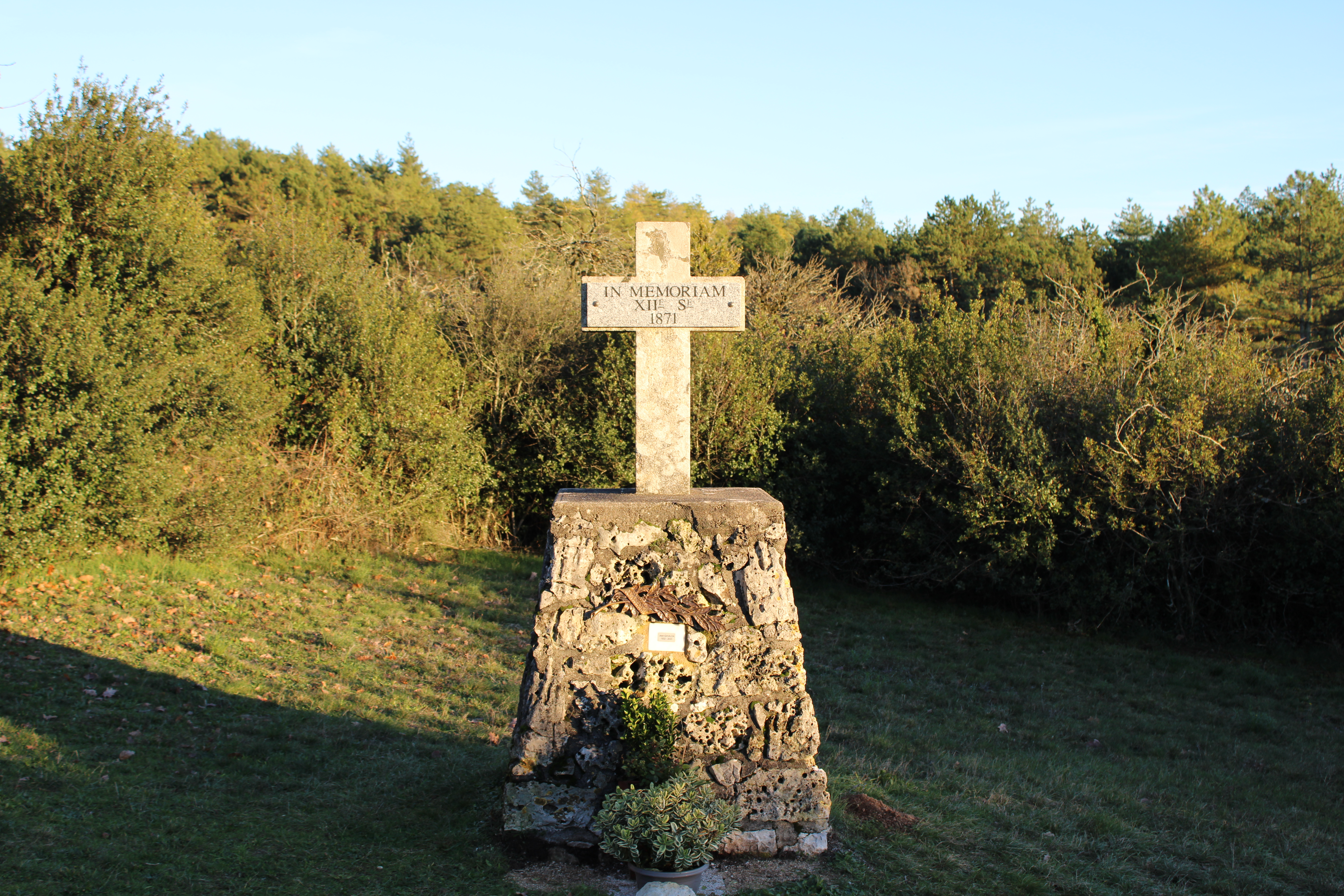
La seconde est un vieux buste-reliquaire, datant peut-être du XVe siècle[4], qui y est vénéré comme étant une représentation de la Vierge Marie, mais qui serait possiblement une représentation de Cécile de Provence, bienfaitrice de l'abbaye de l'Ardorel[1].  - L'intérieur
  - Une croix de chemin à côté